# Watban Ibrahim al-Tikriti
Watban Ibrahim al-Tikriti (em árabe: وطبان إبراهيم التكريتي), meio-irmão de Saddam Hussein, irmão de Barzan Ibrahim al-Tikriti, é um antigo sênior, ministro do Interior do Iraque. Foi levado sob custódia pela Coalizão em 13 de abril de 2003, após a sua captura quando estava tentando fugir para a Síria. Durante sua gestão como ministro do Interior, é acusado de ter supervisionado a detenção, tortura e execuções de centenas de prisioneiros.  Algumas dessas execuções teriam sido gravadas com cópias mantidas no ministério. Ele é membro do Partido Baath. Em 1995, foi baleado nove vezes na perna por Uday Hussein (filho de Saddam), supostamente durante uma discussão sobre a crescente popularidade Watban entre o povo. Ele teria perdido a perna, órgãos genitais, e parte de seu estômago, como resultado deste incidente. Na sequência deste evento, Saddam ordenou Watban a uma posição de relativa obscuridade em Ticrite.
Em 11 de março de 2009, foi relatado que foi condenado à execução por enforcamento por seu papel na execução de 42 comerciantes que foram acusados de manipular os preços dos alimentos .
Era o número cinco do naipe de paus do baralho dos iraquianos mais procurados durante a Guerra do Iraque.